# Димитрије Ђорђевић
Димитрије Ђорђевић – Мита (Београд, 27. фебруар 1922 — Санта Барбара, 5. март 2009) био је српски историчар, универзитетски професор и академик.

## Биографија
Његов деда по мајци је генерал и министар војни Краљевине Србије Михаило Рашић. У тренутку немачког напада на Краљевину Југославију у Априлском рату 1941. године, био је студент Правног факултета Универзитета у Београду. Придружио се Југословенској војсци у Отаџбини генерала Драгољуба Драже Михаиловића. Немци су га заробили и спровели у концентрациони логор Маутхаузен-Гусен.
Након рата се вратио у Југославију, где је на власт дошла Комунистичка партија. Брзо је ухапшен као бивши припадник ЈВуО. По изласку из затвора је наставио студије на Универзитету у Београду, код Васа Чубриловића, некадашњег припадника Младе Босне и предратног политичара, који је у међувремену постао близак комунистима.
Ђорђевић је докторирао 1962. године. Од 1970. године је радио као професор европске историје на Универзитету Калифорније у Санта Барбари. Међу његовим постдипломцима били су Милан Ст. Протић и Миле Бјелајац.
За члана ван радног састава Српске академије наука и уметности је изабран 1985. године.
Пошто је пензионисан, написао је аутобиографско дело „Ожиљци и опомене“, у којем се бави својим животом у Другом светском рату.
Преминуо је 5. марта 2009. године у Санта Барбари.

## Одабрана дела
- Ђорђевић, Димитрије (1983). „У сенци Аустро-Угарске”. Историја српског народа. књ. 6, св. 1. Београд: Српска књижевна задруга. стр. 95—134.
- Ђорђевић, Димитрије (1983). „Сучељавање са Аустро-Угарском”. Историја српског народа. књ. 6, св. 1. Београд: Српска књижевна задруга. стр. 135—173.
- Ђорђевић, Димитрије (1983). „На почетку раздобља ратова”. Историја српског народа. књ. 6, св. 1. Београд: Српска књижевна задруга. стр. 174—207.
- Ђорђевић, Димитрије (1994). „Ожиљци и опомене“. Београд: Београдски издавачко-графички завод.